# هدباء
هدباء موقع جميل مرتفع معتدل الجو صيفا ضمن هضبة الديرع في مطقة الثنية به أودية وشعاب مثل هديبا وهديبان ومشرف ووسيط والعشيش وهذه الشعاب تكسوها أشجار الطلح المظلة ومياهها قريبة وعذبة، وتقع في شمال السعودية جنوب مدينة حائل بحوالي 45 كم. 
كان هذا الموقع مأهولا منذ القدم، كما استوطنه وزرعه آل همزان قبل عام 1200 هـ ، ولكن حصلت بينهم نزاعات على كيفية توزيع الأرض بينهم، أدت إلى تدخل الحكومة ومنعها عن الجميع، وكان ذلك عام 1386 هـ بعد صدور الصك الشرعي المميز الذي ينص على ملكيتهم الخاصة لهذا الموقع.
حاليا لا يزال هذا الموقع أرضا بور بسبب هذا المنع الذي زالت مبرراته، حيث اختلفت أسس ملكية الأرض وطرق توزيعها وحتى مميزاتها السابقة لم تعد كما كانت بعد المعدات التكنولوجية الحديثة، وجدير بالذكر أن هذا الموقع المعتدل الجو والرائع في مناظره ونظافته كان حتى عهد قريب يمثل مصيف أمراء حائل وأسرها الارستقراطية، ولهذا فقد كان محميا لصالح الدولة، حتى عام 1376 هـ حين تم إلغاء نظام الحماية، بعد استثمار عائدات البترول.